# Johann Jacob Moser
Johann Jacob Moser, född den 18 januari 1701 i Stuttgart, död där den 30 september 1785, del av släkten Moser von Filseck, var en tysk folk- och statsrättslig författare, far till Karl Friedrich von Moser.
Moser var 1720-21 och 1727-32 professor i juridik i Tübingen, 1732-36 medlem av regeringen i Stuttgart och 1736-39 direktör för universitetet i Frankfurt an der Oder. Från 1751 var han åter förvaltningsämbetsman i Stuttgart, och satt 1759-64 fängslad för misshagligt författarskap.
Mosers skrifter är att beteckna som positivrättsliga i riktning, i motsats till den härskande naturrättsliga, och därför blev de av stor betydelse för den juridiska vetenskapens utveckling. Moser sökte utveckla rätten så att den kunde få en faktisk, och direkt applicerbar, påverkan på samhället. Lagar skulle studeras och konstrueras så att de förde samhället framåt och skapa bättre förutsättningar för medborgarna. Detta var i skarp kontrast till naturrättens sökande efter de eviga sanningarna och av naturen givna lagarna, där de faktiska effekterna av dessa lagar var av sekundär betydelse. Moser blev en skarp kritiker till naturrättens stora auktoriteter, såsom Samuel Puffendorf.  
Mosers skrifter skulle flera gånger skapa problem för honom. Han betonade rättsstaten och rättsprincipernas betydelse, och försökte genom skrifter och praktiskt arbete att stärka individens fri och rättigheter gentemot staten. Det arbetet skulle både ge honom inflytande, men även problem då han hårdnackat vägrade anpassa sina teorier efter de krav dåtidens makthavare ställde. Under sin tid som rättslig rådgivare till hertig Karl Eugen av Württemberg fängslades han under fem år, från år 1759, efter att ha vägrat följa direktiv som stred mot konstitutionen. 
Moser sammanlagda produktion av skrifter utgörs av mer än 400 band. Bland hans verk märks Deutsches Staatsrecht i 50 band, 1737-54 och Neues deutsches Staatsrecht i 21 band, 1766-75.